# Балка Велика Осокорівка
Балка Велика Осокорівка — іхтіологічний заказник місцевого значення в Україні. Об'єкт природно-заповідного фонду Дніпропетровської області. 
Розташований у межах Синельниківського району Дніпропетровської області, на південний захід від села Варварівка і на північний схід від села Воронове. 
Площа 2000 га. Статус надано згідно з рішенням облвиконкому від 22.06.1972 року № 391 Перебуває у віданні Синельниківської райдержадміністрації. 
Статус надано для збереження місць нересту і нагулу цінних видів риб, серед який: лящ, судак, короп звичайний (сазан), тараня. Заказник розташований у пониззі річки Осокорівка (ліва притока Дніпра). 

## Галерея

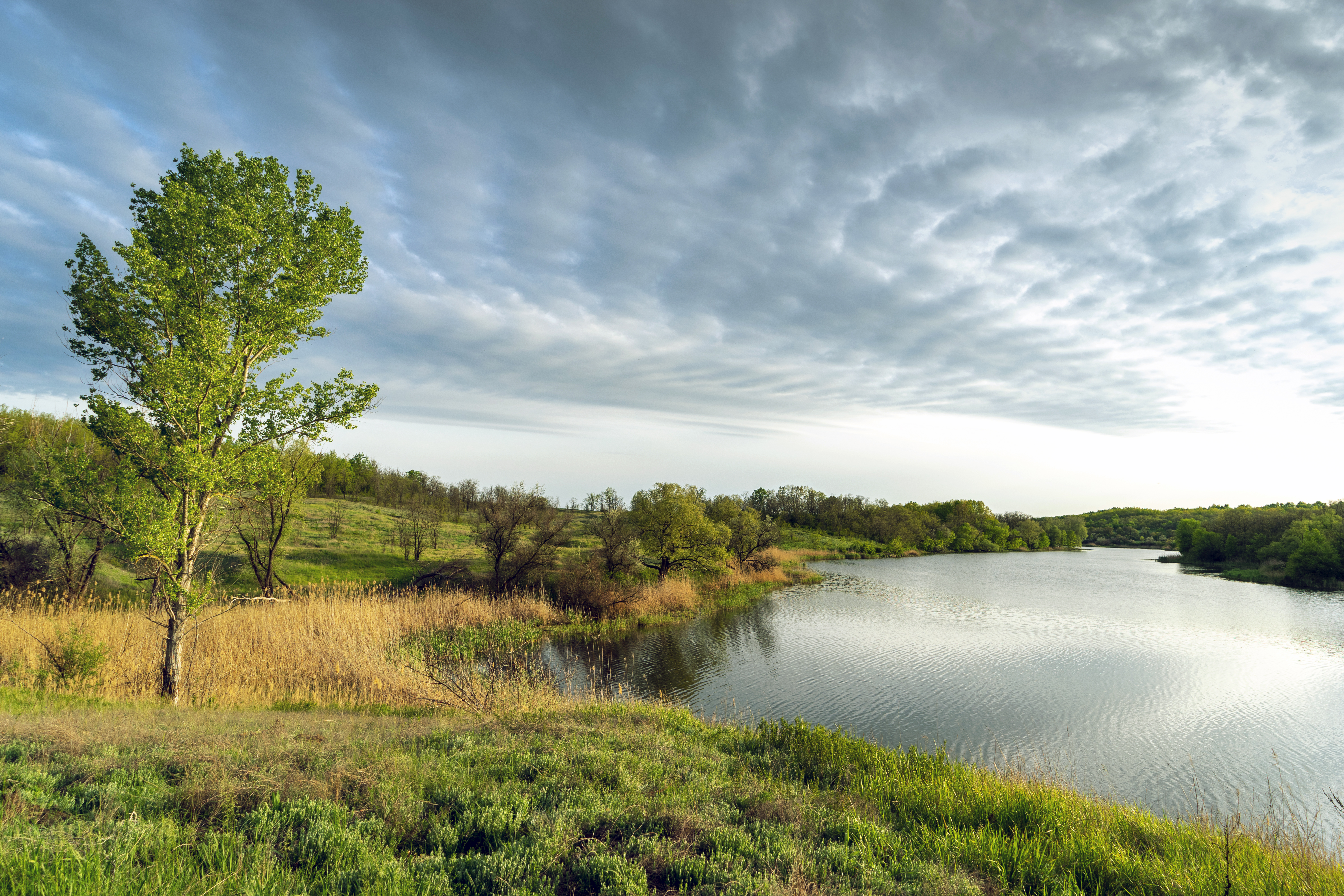
Річка Осокорівка
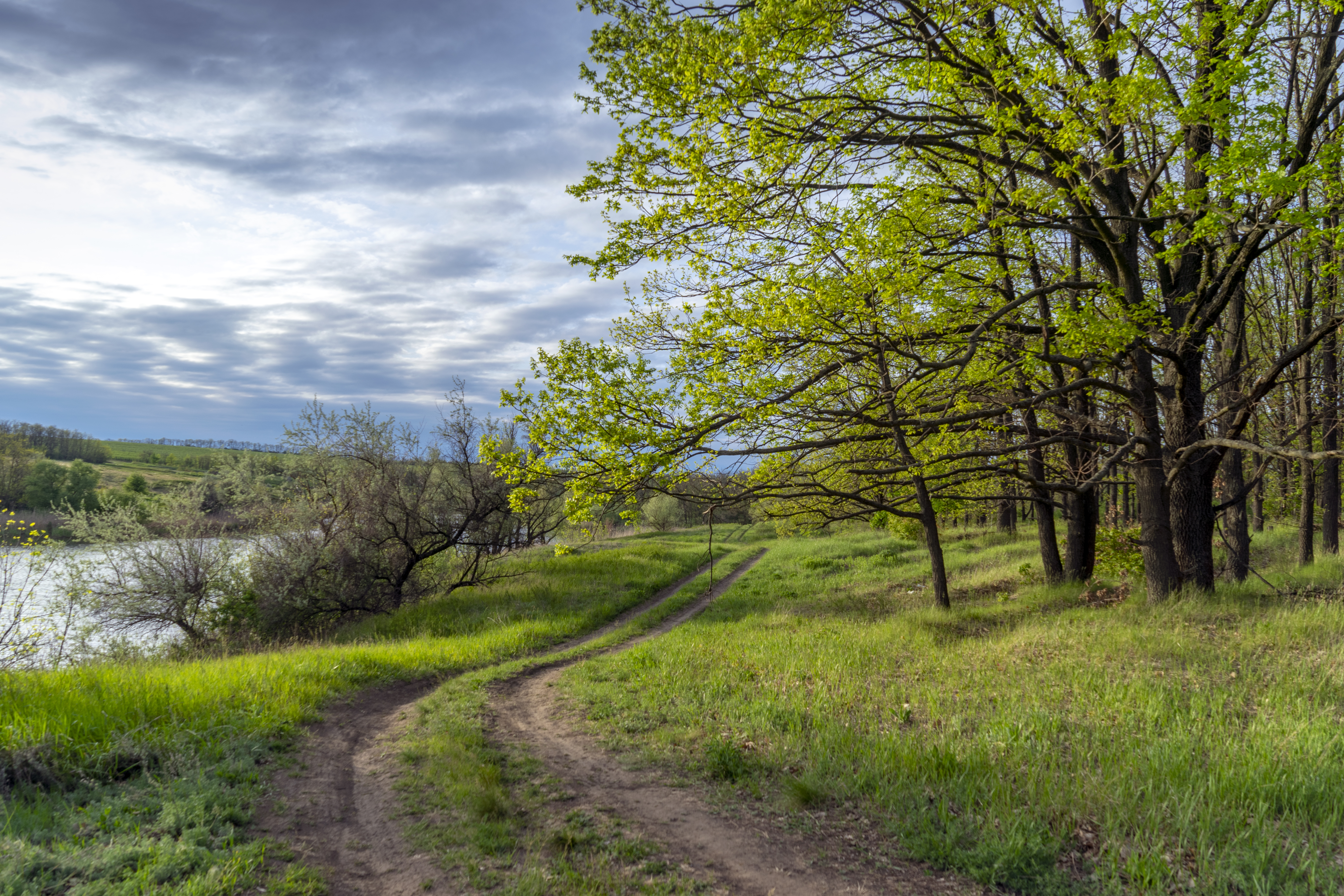
Дубові насадження у заказнику
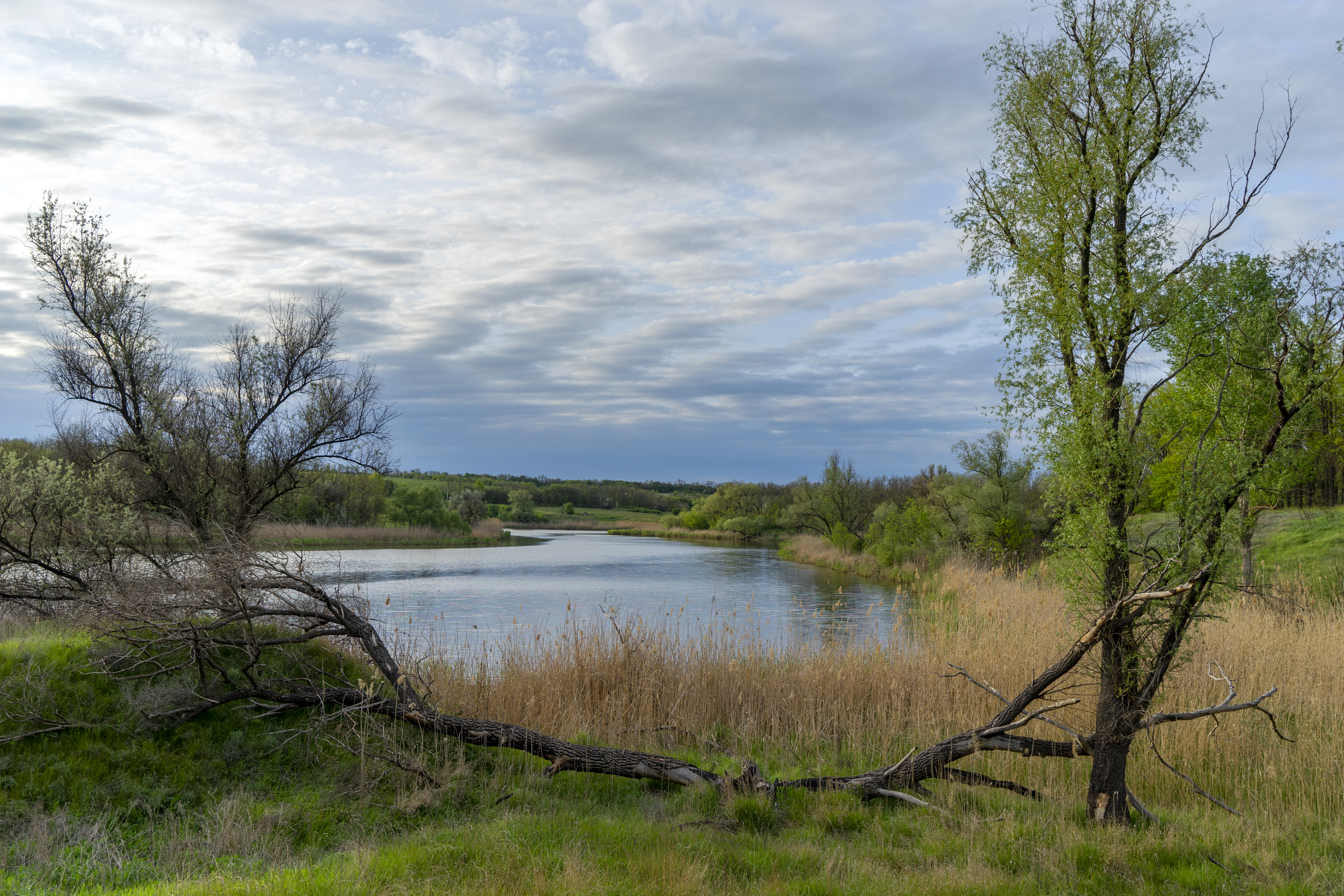
Балка Велика Осокорівка